# Cromidon
Cromidon, biljni rod iz porodice Scrophulariaceae (strupnikovke), dio je tribusa Limoselleae, potporodica Scrophularioideae. 
Postoji 12 priznatih vrsta, 11 su endemi Južne Afrike, . Tipična je Cromidon corrigioloides.

## Opis
Jednogodišnje bilje i polugrmovi. Jedna vrsta vodi se kao rijetka, Cromidon gracile, dok je Cromidon hamulosum poznata je samo po tipskom primjerku prikupljenom u sjevernom Namaqualandu početkom 1800-ih. 

## Vrste
1. Cromidon austerum Hilliard
2. Cromidon confusum Hilliard
3. Cromidon corrigioloides (Rolfe) Compton
4. Cromidon decumbens (Thunb.) Hilliard
5. Cromidon dregei Hilliard
6. Cromidon gracile Hilliard; rijetka
7. Cromidon hamulosum (E.Mey.) Hilliard
8. Cromidon microechinos Hilliard
9. Cromidon minutum (Rolfe) Hilliard
10. Cromidon plantaginis (L.f.) Hilliard
11. Cromidon pusillum (Roessler) Hilliard
12. Cromidon varicalyx Hilliard